# Észtország a Junior Eurovíziós Dalfesztiválokon
Észtország két alkalommal vett részt a Junior Eurovíziós Dalfesztiválon.
Az észt műsorsugárzó az Eesti Rahvusringhääling, mely 1993 óta tagja az Európai Műsorsugárzók Uniójának, és 2023-ban csatlakozott a versenyhez.

## Története

### Évről évre
2023. augusztus 29-én bejelentette az észt műsorsugárzó, hogy először részt vesznek a gyermek versenyen. Az első versenyzőjük Arhanna Sandra Arbma volt, aki Hoiame kokku című dalával versenyzett. Dala utolsó előtti helyezett lett a nizzai döntőben. A következő évben Annabelle megszerezte az ország legjobb helyezését és legmagasabb pontszámát. Tänavad című dala tizennegyedik helyen végzett 55 ponttal. 2025-ben költségvetési megszorítások miatt nem vesz részt dalversenyen.

### Nyelvhasználat
Az Eurovíziós Dalfesztivállal ellentétben, a gyermek versenyen a versenyzőknek az anyanyelvükön kell énekelni, emellett daluk tartalmazhat más nyelvű szöveget.
Észtország két versenydala közül egy észt nyelven, míg egy ész és angol kevert nyelven hangzott el.

### Nemzeti döntő
Észtországban nem alakult ki hagyományos nemzeti döntő. Első résztvevőjüket belső kiválasztással választották ki, azonban második résztvevőjüket a Tähtede lava gyermek tehetségkutató műsorral döntötték el.

## Résztvevők
| Év   | Előadó    | Dal          | Magyar fordítás | Helyezés | Pontszám |
| ---- | --------- | ------------ | --------------- | -------- | -------- |
| 2023 | Arhanna   | Hoiame kokku | Összetartozni   | 15.      | 49       |
| 2024 | Annabelle | Tänavad      | Az utcák        | 14.      | 55       |
|      |           |              |                 |          |          |

## Szavazástörténet

### 2023–2024
| Hely | Ország             | Pont |
| ---- | ------------------ | ---- |
| 1.   | Örményország       | 18   |
| 2.   | Spanyolország      | 17   |
| 3.   | Franciaország      | 14   |
| 4.   | Albánia            | 13   |
| 5.   | Grúzia             | 12   |
| 6.   | Ukrajna            | 11   |
| 7.   | Németország        | 9    |
| 8.   | Portugália         | 7    |
| 9.   | Egyesült Királyság | 6    |
| 10.  | Olaszország        | 6    |

| Hely | Ország             | Pont |
| ---- | ------------------ | ---- |
| 1.   | Franciaország      | 6    |
| 2.   | Németország        | 4    |
| 3.   | Egyesült Királyság | 2    |
| 3.   | Észak-Macedónia    | 2    |
| 3.   | Olaszország        | 2    |
| 6.   | Grúzia             | 2    |
| 7.   | Spanyolország      | 1    |
| 7.   | Ukrajna            | 1    |

Észtország még sosem adott pontot a következő országoknak: Ciprus, Észak-Macedónia, Hollandia, Írország és San Marino
Örményország még sosem kapott pontot a következő országoktól: Albánia, Ciprus, Hollandia, Írország, Lengyelország, Málta, Örményország, Portugália és San Marino

## Háttér
| Év        | Rendező     | Észt kommentátor                                 | Orosz kommentátor                                | Pontbejelentő                                    |
| --------- | ----------- | ------------------------------------------------ | ------------------------------------------------ | ------------------------------------------------ |
| 2003      | Koppenhága  | N/A                                              | N/A                                              | Nem vettek részt                                 |
| 2004      | Lillehammer | N/A                                              | N/A                                              | Nem vettek részt                                 |
| 2005–2022 | 2005–2022   | Nem vettek részt és nem közvetítették a versenyt | Nem vettek részt és nem közvetítették a versenyt | Nem vettek részt és nem közvetítették a versenyt |
| 2023      | Nizza       | Marko Reikop                                     | Aleksandr Hobotov és Julia Kalenda               | Iris Ashton                                      |
| 2024      | Madrid      | Marko Reikop                                     | Aleksandr Hobotov és Julia Kalenda               | Arhanna                                          |
| 2025      | Grúzia      | N/A                                              | N/A                                              | Nem vettek részt                                 |

## Lásd még
- Észtország az Eurovíziós Dalfesztiválokon